# 255e division d'infanterie
La 255e division d'infanterie  (en allemand : 255. Infanterie-Division ou 255. ID) est une des divisions d'infanterie de l'armée allemande (Wehrmacht) durant la Seconde Guerre mondiale.

## Historique
La 255. Infanterie-Division est formée le 26 août 1939 à Löbau dans le Wehrkreis IV avec du personnel d'unité de réserve en tant qu'élément de la 4. Welle (4e vague de mobilisation).
Elle subit de lourdes pertes lors de sa retraite de la bataille de Koursk sur le Front de l'Est et elle est renforcée en août 1943 par l'ajout d'éléments de la 332. Infanterie-Division dissoute.
Elle est retirée du front et dissoute en novembre 1943. Les survivants de la division forment le divisions-Gruppe 255 qui est affecté au Korps-Abteilung B.

## Organisation

### Commandants
| Date                                 | Grade                  | Commandant     |
| ------------------------------------ | ---------------------- | -------------- |
| 1er septembre 1939 - 12 janvier 1942 | General der Infanterie | Wilhelm Wetzel |
| 12 janvier 1942 - ? octobre 1943     | Generalleutnant        | Walter Poppe   |

### Officiers d'opérations (Generalstabsoffiziere (Ia))
| Date                              | Grade          | Commandant         |
| --------------------------------- | -------------- | ------------------ |
| 1er septembre 1939 - Octobre 1939 | Major i.G.     | Ulrich Bürker (pt) |
| Octobre 1939 - 10 août 1940       | Major i.G.     | Hans Elchlepp      |
| 10 août 1940 - 1er mars 1942      | Major i.G.     | Georg Metzke       |
| ? 1942 - août 1943                | Hauptmann i.G. | Fritz Blasius      |

## Théâtres d'opérations
- Allemagne : septembre 1939 - mai 1940
- France : mai 1940 - juin 1941
- Front de l'Est, secteur Centre : juin 1941 - avril 1943
  - 1941 - 1942 : Opération Barbarossa
    - 22 octobre 1941 au 22 janvier 1942 : Bataille de Moscou
- Front de l'Est, secteur Sud : avril 1943 - octobre 1943
  - 5 juillet au 23 août 1943 : Bataille de Koursk
- France : octobre 1943

## Ordres de bataille
- Infanterie-Regiment 455
- Infanterie-Regiment 465
- Infanterie-Regiment 475
- Artillerie-Regiment 255
- Pionier-Bataillon 255
- Feldersatz-Bataillon 255
- Panzerabwehr-Abteilung 255
- Aufklärungs-Abteilung 255
- Infanterie-Divisions-Nachrichten-Abteilung 255
- Divisions-Nachschubführer 255